# Georg Misch
Georg Misch (Berlim, 5 de abril de 1878 — Göttingen, 10 de junho de 1965) foi um filósofo alemão.

## Vida
De ascendência judaica, Misch foi aluno e genro de Wilhelm Dilthey. Misch tentou desenvolver ainda mais a hermenêutica filosófica da vida de Dilthey, em particular em relação ao estudo da lógica, filosofia comparada e autobiografia. Misch editou vários volumes das obras de Dilthey. Misch concluiu seus estudos com Dilthey em Berlim em 1900 com uma dissertação sobre Die philosophische Begründung des Positivismus in den Schriften von D'Alembert und Turgot. Ele trabalhou como professor em Marburg e Göttingen antes de se aposentar sob pressão do governo nacional-socialista em 1935. Ele foi para o exílio no Reino Unido, morando lá de 1939 a 1946. Misch retornou a Göttingen em 1946 e continuou a trabalhar lá até sua morte em 1965.
Seus alunos incluem Otto Friedrich Bollnow e Josef König.

## Trabalho
Georg Misch escreveu uma das primeiras apropriações críticas estendidas de Edmund Husserl e Martin Heidegger, que avaliou a fenomenologia a partir da perspectiva da filosofia de Dilthey, em Lebensphilosophie und Phänomenologie. Eine Auseinandersetzung der Diltheyschen Richtung mit Heidegger und Husserl, Leipzig 1930 (3. Aufl. Stuttgart 1964). Der Weg in die Philosophie (1926) de Misch é uma obra pioneira em filosofia comparada.  Ele desenvolveu uma lógica hermenêutica que mais tarde foi publicada como Der Aufbau der Logik auf dem Boden der Philosophie des Lebens.  Ele é mais conhecido por sua monumental Geschichte der Autobiographie (História da Autobiografia), em vários volumes, começando em 1907. O último volume foi publicado postumamente em 1969.

## Principais obras
Livros
- Geschichte der Autobiographie: A obra completa compreende 4 volumes em 8 meios-volumes e foi publicada desde 1985 na 4ª edição, por Klostermann, Frankfurt am Main 1976, ISBN 3-87730-024-3 (volume 1.1 de um total de 8 volumes):
  - Volume I: Das Altertum. Teubner, Leipzig / Berlim 1907, 2ª edição. 1931; 3ª, edição muito aumentada em 2 volumes:
    - Erste Hälfte. Franke, Bern / München 1949, Munique 1949, 4ª edição. Schulte-Bulmke, Frankfurt am Main 1976
    - Zweite Hälfte. Schulte-Bulmke, Frankfurt am Main 1950, 4ª edição. 1974

  - Volume II: Das Mittelalter: Die Frühzeit
    - Erste Hälfte. Schulte-Bulmke, Frankfurt am Main 1955, 2. edição. 1969, 3. edição. 1988 bei Klostermann
    - Zweite Hälfte. Schulte-Bulmke, Frankfurt am Main 1955, 2. edição. 1970, 3. edição. 1992 bei Klostermann

  - Volume III: Das Mittelalter: Das Hochmittelalter im Anfang
    - Erste Hälfte. Schulte-Bulmke, Frankfurt am Main 1959, 2. edição. 1976, 3. edição. 1998 bei Klostermann
    - Zweite Hälfte. Schulte-Bulmke, Frankfurt am Main 1962, 2. edição. 1979

  - Volume IV:
    - Primeira metade: Das Hochmittelalter in der Vollendung. Aus dem Nachlaß herausgegeben von Leo Delfoss. Schulte-Bulmke, Frankfurt am Main 1967
    - Segunda metade: Von der Renaissance zu den Autobiographischen Hauptwerken des 18. und 19. Jahrhunderts. Editado do espólio por Bernd Neumann. Schulte-Bulmke, Frankfurt am Main 1969
- Der Weg in die Philosophie. Teubner Verlag, Berlim 1926, 2ª edição muito expandida Francke, Berna / Lehnen, Munique 1950
- Lebensphilosophie und Phänomenologie. Um confronto da direção de Dilthey com Heidegger e Husserl. F. Cohen Verlag, Bonn 1930, 2ª edição. Teubner, Leipzig / Berlim 1931, 3ª edição. Teubner, Stuttgart 1967.
- Vom Lebens- und Gedankenkreis Wilhelm Diltheys. Schulte-Bulmke, Frankfurt am Main 1947
- Der Aufbau der Logik auf dem Boden der Philosophie des Lebens. Göttinger Vorlesungen über Logik und Einleitung in die Theorie des Wissens. Aus dem Nachlass hrsg. von Gudrun Kühne-Bertram e Frithjof Rodi. Alber, Freiburg / München 1994, ISBN 3-495-47777-2.

Edições
- Hermann Lotze: Logik. Drei Bücher vom Denken, vom Untersuchen und vom Erkennen (= System der Philosophie. I). Leipzig 1912, 2. edição. 1928. Erstes und Drittes Buch neu hrsg. von Gottfried Gabriel. 2 Bände, Hamburg 1989.
- Hermann Lotze: Metaphysik. Drei Bücher der Ontologie, Kosmologie und Psychologie (= System der Philosophie. II). Leipzig 1912.
- Wilhelm Dilthey: Das Erlebnis und die Dichtung. Lessing, Goethe, Novalis, Hölderlin. 4. edição. Berlin 1913
- Wilhelm Dilthey: Weltanschauung und Analyse des Menschen seit Renaissance und Reformation (= Ges. Schriften. Volume 2). Leipzig / Berlin 1914; 11. edição. Göttingen 1991.
- Wilhelm Dilthey: Die geistige Welt. Einleitung in die Philosophie des Lebens (= Ges. Schriften. Volume 5 und 6) Leipzig / Berlin 1924. 8. edição. von Volume 5: Göttingen 1990. 7. edição. von Volume 6: Göttingen 1994
- Wilhelm Dilthey: Von deutscher Dichtung und Musik. Aus den Studien zur Geschichte des deutschen Geistes. Leipzig / Berlin 1933; 2. edição. Stuttgart / Göttingen 1957 (junto com Herman Nohl)